# Laura Gehlhaar

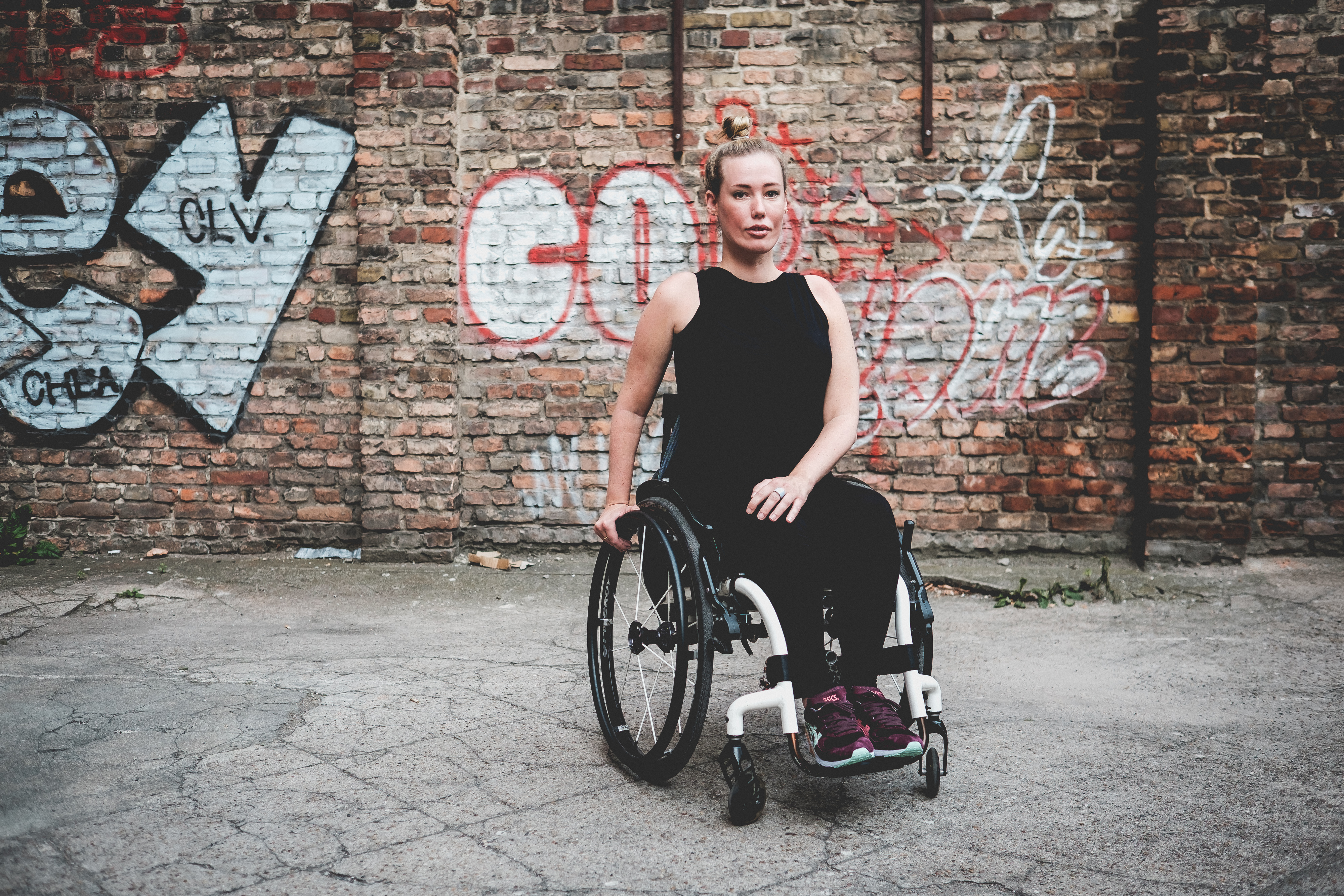
Laura Gehlhaar (2015)

Laura Gehlhaar (* 8. Januar 1983 in Düsseldorf) ist eine deutsche Autorin, Aktivistin und Coach. Gehlhaar schreibt über ihr Leben als Mensch im Rollstuhl und setzt sich für mehr Inklusion von Menschen mit Behinderungen in der deutschen Gesellschaft ein.

## Leben
Mit elf Jahren wurde bei Gehlhaar eine Muskelerkrankung diagnostiziert, mit 21 Jahren entschied sie sich, einen Rollstuhl zu nutzen. Nach ihrem Abitur studierte Gehlhaar in den Niederlanden und in Berlin Sozialpädagogik und Psychologie. Nach ihrem Studium arbeitete Gehlhaar in der Psychiatrie als Sozialpädagogin, anschließend als Werbetexterin. 2008 zog Gehlhaar nach Berlin. Am Europäischen Hochschulverband (EHV) der FU Berlin absolvierte sie eine Mediations- und Coachingausbildung. Seit einigen Jahren arbeitet sie als Coach, Texterin und berät Unternehmen zum Thema Inklusion.

## Engagement
Gehlhaar setzt sich für mehr Inklusion von Menschen mit Behinderungen in der deutschen Gesellschaft ein. Sie ist Mitglied des Berliner Vereins Sozialhelden. Dort unterstützt sie unter anderem die Onlinekarte „Wheelmap“, auf der behindertengerechte Orte eingetragen werden können. Zudem schreibt sie für das Blog „leidmedien.de“ und versucht damit unter anderem aufzuklären wie im Journalismus besser über Menschen mit Behinderungen berichtet werden kann.
Ab 2014 schrieb Gehlhaar in ihrem Blog „Frau Gehlhaar“ über ihr Leben im Rollstuhl, der Blog wurde mittlerweile eingestellt. Im September 2016 veröffentlichte sie ihr Buch Kann man da noch was machen? Geschichten aus dem Alltag einer Rollstuhlfahrerin im Heyne Verlag. Gemeinsam mit dem Blogger Lorenz Meyer entwarf sie ein in sozialen Medien verbreitetes „Rollstuhlfahrer Bullshit Bingo“. Gehlhaar wurde von zahlreichen deutschen Medien rezipiert und als eine von wenigen bekannteren Bloggerinnen und Aktivistinnen im Rollstuhl porträtiert. Sie schrieb in einem Beitrag für Edition F, dass „[...] Behinderung nie nur eine individuelle Angelegenheit, sondern ein gesellschaftliches und politisches Problem“ sei.

## Werk
- Kann man da noch was machen?: Geschichten aus dem Alltag einer Rollstuhlfahrerin. Heyne Verlag, September 2016, ISBN 978-3-453-60367-7.